# Hyphydrus grandis
Hyphydrus grandis är en skalbaggsart som beskrevs av François Louis Nompar de Caumont de Laporte 1835. Hyphydrus grandis ingår i släktet Hyphydrus och familjen dykare. Inga underarter finns listade i Catalogue of Life.